# Grande Compagnia
La Grande Compagnia è un'importante compagnia di ventura formata prevalentemente da mercenari stranieri, attiva nell'Italia del XIV secolo.

## Storia

### Fondazione
La Grande Compagnia, detta anche Compagnia della Corona o Compagnia dei Tedeschi, venne fondata nel 1342 dal nobile e mercenario svevo Guarnieri d'Urslingen, detto il Duca Guarnieri, insieme ai bolognesi Ettore da Panigo e Mazarello da Cusano, su imitazione dell'esperienza della Compagnia di San Giorgio di Lodrisio Visconti, di cui fece parte uno dei tre fondatori, l'Urslingen predetto, in occasione della Battaglia di Parabiago del 1339.
Alla sua creazione, il comando di questa compagnia di ventura venne assunto proprio dall'Urslingen, che licenziato da Pisa al termine del lungo conflitto contro Firenze per il dominio su Lucca, raccolse oltre 3.000 barbute, in prevalenza tedesche. Il Panigo e il Cusano, furono invece al servizio dei Fiorentini, ed erano a capo della componente italiana della compagnia. Tra coloro che fecero subito parte della compagnia, vi figurarono tra gli altri, il duca Rainaldo d'Urslingen, fratello maggiore di Guarnieri, il figlio di quest'ultimo anch'esso di nome Rainaldo, e i cavalieri Enrico di Bur e Rinaldo Giver, quest'ultimo detto Malerba.

### La Grande Compagnia di Guarnieri d'Urslingen (1342-1351)
La compagnia dell'Urslingen operò fin da subito con devastazioni e saccheggi di numerosi castelli e villaggi della Toscana e dell'Emilia-Romagna. Furono attaccate e molestate Firenze, Siena, Bologna e Perugia. Nell'ottobre 1342, la Grande Compagnia passò al soldo di Francesco Ordelaffi, signore di Forlì, e i suoi venturieri si rovesciarono su Rimini, la cui signoria era retta da Malatesta III Malatesta, comandante delle truppe fiorentine all'epoca della guerra contro Pisa, di cui molti di essi erano al servizio. In seguito, la compagnia passò al soldo del medesimo Malatesta, nella sua guerra contro il cugino Ferrantino Malatesta, che sconfisse togliendo a questi Fossombrone e Fano.
Le Signorie di Bologna, Ferrara e Ravenna, e i comuni di Faenza e di Imola, si coalizzarono e diedero vita ad un'alleanza militare per contrastare la Grande Compagnia e difendersi dai suoi attacchi. La milizia di Bologna in particolare, era formata da 2.700 cavalli, e la città venne attaccata da una squadra formata da 200 barbute guidata da Ettore da Panigo, che fu bloccata. Il Panigo tentò in seguito di attaccare la Toscana attraverso gli Appennini, dove si scontrò dapprima con le masnade al servizio dei conti Ubaldini e in seguito con le milizie al servizio di Firenze, governata da Gualtieri di Brienne, duca d'Atene, che fecero prigionieri lo stesso Panigo, il di lui fratello Galeotto, il Malerba e Berto di Bazellerio.
Nel gennaio 1343, l'Urslingen si accordò con Taddeo Pepoli, signore di Bologna, e la Grande Compagnia passò quindi al servizio dei comuni di Bologna, Ferrara, Verona, Imola, Faenza, Ravenna e Rimini, in cambio di enormi compensi. Inoltre, con il Pepoli fece un accordo in cui obbligava la Grande Compagnia a non far danni ovunque si trovasse, e per questo, furono anche marchiati i cavalli per il loro riconoscimento. A seguito di questo accordo stipulato, le milizie della Grande Compagnia attaccarono Parma, Modena e i rispettivi contadi, dove si resero responsabili di devastazioni, saccheggi e di orrendi crimini ai danni delle popolazioni. La stessa sorte toccò anche al Reggiano, dove i venturieri passarono per attraversare il Po e dirigersi verso Mantova. Nel Mantovano, a marzo, i venturieri della Grande Compagnia furono respinti dall'esercito dei Gonzaga, che in loro soccorso chiamarono i Visconti e Mastino II della Scala e li bloccarono a Quistello. Il mese successivo, ad aprile, cessate le ostilità coi Mantovani e accordatosi coi signori lombardi, l'Urslingen, ospite del Marchese di Ferrara, condusse i suoi uomini sul Po per allontanarli dai domini degli Estensi e degli Scaligeri e divise la compagnia per schiere o insegne: dieci bandiere proseguirono per la Toscana, al fine di portarsi a Lucca (nel Frignano tuttavia subirono numerose perdite per gli attacchi degli abitanti degli Appennini), otto puntarono su Carpi; i rimanenti attraversarono il Po e ritornarono in Germania. L'Urslingen fu catturato a Ferrara e liberato solo dopo avere pagato una somma di denaro, e poté così fare rientro in Germania passando per le Alpi friulane, dove i suoi mercenari si resero autori di ulteriori episodi di violenze e saccheggi sulle popolazioni.
Le attività della Grande Compagnia ripresero con la venuta in Italia del re Luigi I d'Ungheria, che dichiarò guerra alla cognata la regina Giovanna I di Napoli, accusata di aver fatto assassinare il marito e di lui fratello Andrea: nel novembre 1347, l'Urslingen venne assoldato dal sovrano magiaro assieme a 1.500 barbute. L'esercito del Re d'Ungheria penetrò nel Regno di Napoli partendo da L'Aquila, alla cui difesa venne chiamato l'Urslingen a capo di 500 cavalieri, che in breve tempo ridussero la città all'obbedienza. Qui, i mercenari della Grande Compagnia, per le molestie recate agli abitanti ebbero uno scontro con i soldati di Lalle I Camponeschi, divenuto signore della città marsicana. Ristabilito l'ordine, l'Urslingen, al comando di un contingente di 1.000 cavalli, fu inviato a Sulmona, assediata congiuntamente ai 2.000 fanti comandati da Ugolino da Fano. Espugnata Sulmona, l'esercito del Re d'Ungheria puntò verso Napoli, ed ebbe un conflitto durato ottanta giorni nei territori del Principato e della Terra di Lavoro, contro un esercito di 2.500 cavalieri organizzato a Capua dal principe Luigi di Taranto, amante e nuovo consorte della Regina di Napoli. Nel gennaio 1348, le truppe angioine vennero sconfitte, e perciò la Regina Giovanna e il marito abbandonarono il Regno e si rifugiarono in Provenza.
La Grande Compagnia venne licenziata dal Re d'Ungheria, per l'accusa di tradimento fatta a Guarnieri d'Urslingen da Ulrico di Wolfart, e passò al soldo di Nicola Caetani, conte di Fondi. Nel febbraio 1348, a Terracina l'Urslingen formò una milizia costituita da 3.000 barbute, che per ordine del Conte di Fondi attaccò e devastò tutti i castelli della Campagna romana a lui ostili, in particolare Anagni, incendiata e la cui popolazione venne sterminata, poiché responsabile dell'uccisione di dodici suoi ambasciatori. Di fronte alla ferocia e all'estrema crudeltà dei mercenari della Grande Compagnia e del suo capo, le città di Firenze, Siena, Perugia e Arezzo si coalizzarono e diedero vita ad un esercito di 3.000 cavalieri comandato da Alamanno degli Obizzi: la compagnia dell'Urslingen subì ingenti perdite, e venne decimata in battaglia e a causa della peste. La compagnia passò in seguito al servizio del Regno di Napoli, dove fecero ritorno dall'esilio la Regina Giovanna e il consorte Luigi di Taranto: a settembre, la Grande Compagnia, costituita da un contingente di 1.200 unità, venne inviata ad assediare la rocca di Lucera, strappata al controllo di Luigi de Sabran, conte d'Apice. In Puglia, la compagnia dell'Urslingen subì notevoli sconfitte da parte dell'esercito del Regno d'Ungheria, che nella zona era presente con un cospicuo contingente di 30.000 unità ed era comandato da Stefano Lackfi, voivoda di Transilvania, e da Corrado di Wolfart detto Corrado Lupo. Costretti alla resa e fatti prigionieri, l'Urslingen e i mercenari da lui comandati, passarono nuovamente al servizio del Re d'Ungheria.
Nel 1349 riprese il conflitto tra gli Angioini e gli Ungari: l'esercito guidato dal Voivoda di Transilvania, di cui la Grande Compagnia faceva parte, attraversò la Capitanata e la Terra di Lavoro, e alcuni castelli come Lucera, Troia e Canosa, subirono notevoli devastazioni. Esse si resero responsabili di atroci delitti quali saccheggi, rapine, stupri e omicidi ai danni delle inermi popolazioni dei casali conquistati. Le truppe comandate dal Lackfi occuparono Aversa, dove sostarono per bloccare il flusso di vettovaglie verso Napoli. Per attirare il nemico in battaglia, gli Ungheri e i Tedeschi che formavano il contingente simularono la lite tra loro: a Meleto avvenne il primo scontro, conclusosi con la vittoria delle truppe ungare. Esaurito il denaro del Voivoda di Transilvania per pagare i venturieri al suo soldo, a partire da giugno i miliziani della Grande Compagnia si resero autori di numerosi saccheggi e violenze nei centri occupati, quali Aversa e Capua, fino al periodo di Natale, che cessarono nel gennaio 1350 a seguito di un accordo raggiunto con Luigi di Taranto sulla base di 120.000 fiorini.
L'Urslingen e la Grande Compagnia, ridotta a 500 cavalieri, abbandonarono così i territori molestati del Regno di Napoli e si diressero in Romagna. Alla Grande Compagnia si unì Corrado di Landau, detto il Conte Lando, che fu uno dei comandanti dell'esercito del Lackfi assieme a Corrado Lupo e all'Urslingen medesimo. La compagnia passò al soldo di Giovanni Manfredi e di Francesco Ordelaffi, costoro in guerra contro Astorgio di Duraforte, conte e rettore papale di Romagna, che li privò delle rispettive signorie su Faenza e su Forlì, passate quindi sotto la diretta dominazione pontificia. Nel periodo compreso tra febbraio e maggio del 1350, con il supporto della Grande Compagnia, il Manfredi poté impadronirsi di Faenza, e l'Ordelaffi, oltre a riprendersi Forlì e Cesena, assediò e conquistò il castello di Bertinoro, e si impadronì anche di Meldola, Castrocaro e Castelnuovo, tutti domini della Chiesa. Il Duraforte, ritiratosi a Imola con il capitano generale delle armate pontificie Niccolò della Serra, organizzò un esercito di 2.200 cavalieri, molti dei quali forniti dai signori di Bologna, Milano e Verona. A luglio, l'Urslingen e la Grande Compagnia, da Faenza si spostarono a Bologna, dove furono assoldati dal locale signore Giovanni Pepoli, alla difesa della città minacciata dall'esercito del Duraforte. Nonostante fossero al servizio del Signore di Bologna, il Duca Guarnieri e le 1.200 barbute della sua compagnia saccheggiarono e depredarono la città emiliana, abbandonata ad ottobre dopo la vendita fatta dal Pepoli ai Visconti per 200.000 fiorini. La Grande Compagnia passò in seguito agli stipendi dello Stato Pontificio: la città emiliana fu nuovamente assediata da costoro, ma bloccati e sconfitti dall'esercito di Galeazzo II Visconti.
Nel gennaio 1351, l'esercito pontificio si sciolse, e non riuscendo più a pagare, l'Urslingen e i miliziani della sua compagnia si ritirarono a Doccia, nel Bolognese, dove conobbero un periodo di inattività e di miseria. A marzo, passarono per tre mesi agli stipendi di Mastino della Scala. Passata infine al soldo dei Visconti, la Grande Compagnia si sciolse poco dopo con il ritorno del Duca Guarnieri in Svevia, dove morì due anni più tardi.

### La Grande Compagnia di Fra' Moriale e del Conte Lando (1352-1363)
La Grande Compagnia venne rifondata per opera del cavaliere provenzale Giovanni Moriale d'Albarno, detto Fra Moriale, che nell'ottobre 1353 radunò 1.500 cavalli e 2.000 fanti per muovere guerra contro Malatesta III Malatesta, da cui l'anno prima, nel 1352, era stato assediato in Aversa, quando era uno dei capitani dell'esercito del Re d'Ungheria. Furono assediati i territori dei Malatesta nella Marca e quelli dai medesimi occupati, come Fermo, dove il suo signore Gentile da Mogliano assediato nel suo castello, assoldò la Grande Compagnia del Moriale con 30.000 fiorini per ricevere il suo soccorso. Liberata Fermo dall'occupazione dei Riminesi, i venturieri comandati dal Moriale distrussero Mondolfo, La Fratta e San Vito, saccheggiarono i sobborghi di Jesi, e occuparono Feltrano, dove sterminarono 700 suoi abitanti e vi stanziarono per un mese. In seguito espugnarono Numana, ed assediarono Sirolo e Ancona, per poi portarsi nuovamente verso Jesi ed infine occupare Castelfidardo. Il Malatesta, che invano tentò di chiedere aiuto a Firenze, Perugia e Siena, videsi occupati e devastati 24 suoi castelli, dopo due mesi di battaglia, a dicembre fu costretto ad arrendersi e a versare al Moriale 40.000 fiorini affinché la sua milizia uscisse dai suoi domini, e gli diede per ostaggio il figlio Malatesta Ungaro.
La Grande Compagnia vide accrescere il proprio contingente, che arrivò a contare oltre 7.000 unità, di cui 5.000 cavali e 1.500 fanti, a cui si aggiungevano circa 20.000 donne e ribaldi. Numerosi furono i masnadieri al soldo del Malatesta che vi entrarono al termine del conflitto nella Marca contro il medesimo. Le donne facente parte della compagnia erano preposte alla cura della biancheria dei venturieri, alla preparazione del pane e della farina, e al meretricio. Il Moriale, comandante supremo della milizia, al momento della sua rifondazione aveva nominato quattro segretari, i fratelli Corrado e Broccardo di Landau, Amerigo del Cavalletto ed un cavaliere di nome Fenzo.
Agli inizi del 1354, la Grande Compagnia mosse guerra contro Firenze e Siena. Le due repubbliche toscane, ebbero inizialmente l'appoggio di Perugia, ma quest'ultima le tradì facendo una pace separata col Moriale, in cui il provenzale gli versò del denaro affinché gli fosse permesso alla sua milizia di attraversare il proprio territorio e giungere in Toscana. La compagnia penetrò così ad Asciano e Montepulciano, nel contado senese, e Siena vedendosi minacciata gli versò 16.000 fiorini affinché attraversasse il suo territorio senza recare danni. Nel mese di luglio, la compagnia devastò la Val d'Elsa e le campagne di Staggia e San Casciano, senza incontrare alcuna resistenza. I Fiorentini, che non riuscirono ad allestire un esercito per difendersi dagli attacchi della Grande Compagnia, furono costretti a versarle 25.000 fiorini, così come pure i Pisani - con i quali era fallita la trattativa per allestire l'esercito - che ne versarono 16.000. Abbandonata la Toscana, la compagnia del Moriale venne assoldata dalla Repubblica di Venezia, che la tenne ai suoi stipendi per quattro mesi per 150.000 fiorini, e si spostò in Lombardia per unirsi alla lega organizzata dai Veneziani ed altri Stati italiani contro Giovanni Visconti, arcivescovo e signore di Milano. Il Moriale, che in quel periodo andava recandosi a Roma, affidò il comando della Grande Compagnia al suo vicario il Conte Lando, il quale, a capo di 5.200 cavalli, si spostò in Emilia e devastò il contado di Bologna, dominio dei Visconti, a maggio, ebbero uno scontro con gli avversari a Modena, dominio degli Estensi e assediata dall'esercito guidato da Francesco Castracani degli Antelminelli. La truppa guidata dal Landau attaccò Guastalla e Cremona, ma resasi responsabile di numerosi saccheggi, e di inaudite violenze e devastazioni varie ai danni delle popolazioni delle zone attraversate, su pressione dell'imperatore Carlo IV di Lussemburgo venne licenziata dalla Lega.
Nell'agosto 1354, con la decapitazione avvenuta a Roma di Frà Moriale, il Landau gli subentrava definitivamente al comando della Grande Compagnia. Fu assoldato da due nobili tedeschi per attaccare Ravenna, il cui signore Bernardino I da Polenta, nel 1350 fece rapire la loro sorella (in viaggio verso Roma per il Giubileo), e avendola stuprata, costei si tolse la vita: la città romagnola ed il suo contado vennero assediati da 2 500 barbute ai comandi del Landau, il quale però dopo aver ricevuto 12 000 fiorini d'oro dal Polenta, si fermò ed abbandonò il territorio.
Nel 1355, la Grande Compagnia passò nel Regno di Napoli al soldo di Luigi di Durazzo, conte di Gravina, che capeggiò la rivolta dei baroni contro la Regina Giovanna e il consorte Luigi di Taranto. Il Landau e i suoi mercenari, che non avevano ricevuto i 40 000 fiorini dall'imperatore Carlo IV, a giugno penetrarono nella Terra di Lavoro e arrivarono fino a Napoli, operando numerose devastazioni e saccheggi. Il Re Luigi fu costretto a trattare con essi affinché si ritirassero, offrendo a costoro 125 000 fiorini, ma il Landau che non si accontentò della cifra offerta, tornò a Napoli a settembre, e con la sua banda compì ulteriori devastazioni in Puglia nel gennaio 1356, finché, accordatosi con il Sovrano abbandonò definitivamente il Regno e si spostò dapprima in Toscana, poi in Romagna, ed infine in Lombardia, dove a ottobre passò agli stipendi della Lega antiviscontea, formata dai signori di Ferrara, di Mantova e di Bologna, e del cui esercito il Conte Lando era uno dei comandanti. La milizia comandata dal Landau assediò Parma, dove fu agevolata dal tradimento delle locali guardie; attaccata dalle truppe viscontee, queste furono respinte, ma dopo aver attraversato il Ticino, a ottobre l'esercito della Lega venne sconfitto e il Landau assieme ad altri capitani venne fatto prigioniero. Questi furono successivamente liberati nel gennaio 1357 da alcune soldatesche sbandate, che si erano raccolte a Pavia. Più tardi, a giugno, il Conte Lando abbandonò la Lega antiviscontea, e si spostò con i suoi militi dapprima in Romagna e poi in Toscana. Una parte della compagnia, con 2.000 barbute e numerosi fanti sotto la guida di Amerigo del Cavalletto, combatté al soldo del Signore di Forlì per 25.000 fiorini contro i pontifici. Intanto, alla milizia del Conte Lando si unirono il di lui figlio Lucio di Landau, e il tedesco Anichino di Bongardo. Stanziatisi nel Forlivese, i venturieri maltrattarono e predarono gli abitanti, e perciò il legato pontificio il cardinale Egidio di Albornoz versò al loro comandante una somma di 50.000 fiorini a patto di abbandonare i loro territori e non molestarli per tre anni.
Nel maggio 1358, la Grande Compagnia tornò al servizio della Lega antiviscontea sino al raggiungimento della pace avvenuto un mese più tardi, a giugno. Tornato per un breve periodo in Germania, il Conte Lando ne affidava il comando al fratello minore Broccardo di Landau e ad Amerigo del Cavalletto. In quel periodo, Siena, in guerra a Perugia, assoldò la Grande Compagnia, che constava di 3.500 cavalli: nel mese di luglio, attraversò gli Appenini nel tentativo di penetrare in Toscana, dove in forza di un trattato precedentemente stipulato con Firenze, non poteva farvi ingresso per due anni. Lo Stato fiorentino mandò due suoi ambasciatori al Landau per far valere il trattato. Lo svevo, chiese agli ambasciatori di consentire il passaggio in Toscana senza attraversare i dintorni di Firenze, i quali acconsentirono. Tuttavia però, i due ambasciatori fiorentini furono fatti ostaggio dai venturieri, i quali saccheggiarono i villaggi di Biforco e Castiglione, i cui feudatari erano rispettivamente le famiglie Guidi e Ubaldini. La compagnia venne suddivisa in tre schiere, e giunta al passo delle Scalelle, quella guidata da Amerigo del Cavalletto che teneva in ostaggio i due ambasciatori fiorentini passò tranquillamente, mentre invece le altre due guidate dal Landau e dal fratello Broccardo, furono accerchiate e assaltate dai contadini dei due villaggi devastati. Più di 300 furono i cavalieri della compagnia uccisi, oltre 1.000 cavalli gli furono tolti, assieme a 300 palafreni oltre ad un ricco bottino. Lo stesso Conte Lando, ferito alla testa, fu fatto prigioniero da dodici montanari, ma dopo averli corrotti con il denaro, lo lasciarono fuggire a Bologna. Dalla battaglia delle Scalelle, la compagnia uscì fortemente decimata, e costretta a ritirarsi a Imola, dove fu riorganizzata con l'afflusso di 2.000 cavalieri tedeschi comandati da Anichino di Bongardo, che furono al servizio dei Senesi e dei Perugini in guerra tra loro.
La Grande Compagnia, per la disfatta alle Scalelle, minacciò Firenze, che pertanto si organizzò ed allestì un esercito formato da 2.000 barbute, 500 ungheri e 2.500 balestrieri, il cui comando venne affidato a Pandolfo II Malatesta. I Fiorentini, ebbero l'appoggio di Bernabò Visconti che gli fornì 1.000 barbute e 1.000 masnadieri, nonché dei Signori di Padova e di Ferrara, e del Re di Napoli. Le ostilità tra i due schieramenti ebbero inizio nel giugno 1359, e l'esercito fiorentino, ricevette altri appoggi, del Re d'Ungheria con 300 barbute, di 300 cavalli forniti dal Legato pontificio, di 50 barbute napoletane, di 30 barbute comandate da Ramondino Lupo, di 80 barbute da Arezzo, di 200 barbute del conte Roberto II del Palatinato, di 300 fanti forniti da Riccardo de Cancellieri, signore di Pistoia, e di 300 fanti forniti da altri comuni. Dall'altro, la compagnia del Landau contava oltre 5.000 cavalli, 1.000 ungheri e 2.000 masnadieri. I due eserciti si affrontarono a Pontedera, e l'esito della battaglia, durata un mese, fu favorevole all'esercito comandato dal Malatesta, che mossosi verso il Lucchese, costrinse la Grande Compagnia il 12 luglio a rifugiarsi in località Campo delle Mosche. Ma alcuni giorni dopo, il 23 luglio, avendo il Malatesta intercettato ogni via di comunicazione e ridotto i venturieri senza viveri, costrinse la Grande Compagnia alla fuga e la inseguì fino ad arrivare nel Lucchese, dove divise il suo esercito in gruppi muovendo in varie direzioni e mettendosi al servizio di vari signori locali e finendo per sconfiggerla e decimarla. Dopo la ritirata, mentre si accingeva a raggiungere l'Emilia, la compagnia subì un'imboscata dagli abitanti della Valle del Lamone, nei pressi di Marradi, per reazione alle troppe violenze commesse dai suoi membri, tra cui numerosi stupri ai danni delle donne del luogo. Lo stesso Landau, venne gravemente ferito e fatto prigioniero.
Il Landau e la sua compagnia, ridotti allo stremo e alla miseria, passarono al soldo del marchese Giovanni II del Monferrato, che tradì immediatamente per passare, ad ottobre, assieme a 1.500 corazzieri, agli stipendi del Signore di Milano. Il Visconti, in guerra contro la Chiesa, inviò la squadra comandata da Anichino di Bongardo ad attaccare la Romagna, e in seguito il Regno di Napoli. Nel dicembre 1360, il Bongardo si impadronì del castello di San Martino in Abruzzo, ed avanzò verso Atella. Qui fu bloccato e assediato dalle truppe angioine, che corruppero alcuni suoi ungheri, e fu perciò costretto a ritirarsi fino in Romagna. Nello stesso periodo, scoppiava il conflitto tra il Signore di Milano ed il Marchese di Monferrato: negli anni 1361-62, si verificarono violenti scontri e danni a villaggi e popolazioni nel Pavese, nel Novarese e nel Monferrino. Qui agiva la squadra del Conte Lando, che si era impadronita di Tortona, assediata dalla Compagnia Bianca comandata da Alberto Sterz. Le prime fasi del conflitto furono favorevoli al Landau, tanto da costringere alla fuga gli avversari che ripiegarono sulle postazioni fortificate di Romagnano Sesia. Il 22 aprile 1363, la milizia del Conte Lando ebbe un feroce scontro con la compagnia dello Sterz, nella battaglia svoltasi a Ghemme, presso il ponte sulla roggia Canturina: il Landau, abbandonato e tradito dai suoi sottoposti ungheri che non eseguivano i suoi ordini, fu lasciato in balìa dei nemici, e ferito da un colpo di lancia al braccio destro, e fatto prigioniero, morì poco dopo per le ferite riportate in battaglia, dove la Grande Compagnia uscì sconfitta e annientata.